# Ritsem
Ritsem (ook wel Ritjem of Ritjemjokk) is een plaatsaanduiding binnen de Zweedse gemeente Gällivare. Ritsem wordt gevormd door een oude waterkrachtcentrale in de Ritjemjåkkå, een berghotel annex jeugdherberg en tentenkamp.
Ritsem ligt op de noordoever van het Akkajaure en net buiten het Stora Sjöfallet. Het ligt op ongeveer 450 meter hoogte boven de zeespiegel in een uitgesleten vallei omringd door een bergplateau. Op zich heeft Ritsem geen vaste bewoners, het dient voornamelijk als doorgangshuis voor de Saami en toeristen, die in de uitgestrekte omringende natuurgebieden trekken. Vanuit Ritsem heeft men toegang tot de nationale parken Stora Sjöfallet, Padjelanta en Sarek, en even verder tot het Sjaunja Natuurreservaat. Daarnaast kan men vanuit Ritsem aansluiting zoeken op trekkerspaden naar Noorwegen en het Kungsleden.
Ritsem is het gehele jaar bereikbaar via busverbindingen uit Gällivare en Jokkmokk, mits het weer het toestaat. Op speciaal verzoek kan men per boot naar/van de overzijde van het Akkajaure gebracht/gehaald worden, aldaar ligt een tentenkamp Akkastugorna. 